# Lavendálio
Lavendálio (em latim: Lavendalius; 1066-11 de dezembro de 1121) ou Elafdálio (em latim: Elafdalio), também conhecido como Maleque Alfedal ibne Badre Aljamali Xainxá (em árabe: الأفضل شاهنشاه بن بدر الجمالي; romaniz.: al-Malik al-Afdal ibn Badr al-Jamali Shahanshah), foi um vizir dos califas fatímidas do Egito.

## Ascensão ao poder
Nasceu em Acre, filho de Badre Aljamali, um arménio muçulmano. Badre foi vizir fatímida no Cairo de 1074 até a sua morte em 1094, quando Alfedal lhe sucedeu. O califa fatímida Almostancir do Cairo faleceria pouco depois e Alfedal elegeu Almostali, uma criança, em vez de Nizar, o irmão mais velho de Almostali. Nizar revoltou-se e foi derrotado em 1095; os seus seguidores, liderados por Haçane Alçabá, fugiram para o oeste onde Hassan estabeleceu uma comunidade ismailita, por vezes erradamente chamada de assassinos.
Por essa época o poder fatímida na Palestina fora diminuído pela chegada dos turcos seljúcidas. Em 1097, ele retoma Tiro aos Seljúcidas, e em 1098 toma Jerusalém. Alfedal restitui grande parte do controlo da Palestina aos fatímidas, pelo menos temporariamente.